# Tête Grosse
Tête Grosse – szczyt w Préalpes de Provence, części Alp Zachodnich. Leży w południowo-wschodniej Francji w regionie Prowansja-Alpy-Lazurowe Wybrzeże niedaleko Auzet i Selonnet.